# Memaliaj Fshat
 Memaliaj Fshat is een plaats en voormalige gemeente in de stad (bashkia) Memaliaj in de prefectuur Gjirokastër in Albanië. Sinds de gemeentelijke herindeling van 2015 doet Memaliaj Fshat dienst als deelgemeente en is het een bestuurseenheid zonder verdere bestuurlijke bevoegdheden. Bij de census van 2011 telde de plaats 1.606 inwoners.

## Bevolking
In de volkstelling van 2011 telde de (voormalige) gemeente Memaliaj Fshat 1.606 inwoners, een daling ten opzichte van 2.559 inwoners op 1 april 2001. De bevolking bestond grotendeels uit etnische Albanezen (1.236 personen; 76,96%).

### Religie
De grootste religie in Memaliaj Fshat was de soennitische islam met 72,91% van de bevolking. Daarnaast was 2,24% van de bevolking bektashi en minder dan 1% van de bevolking was christelijk.
| Plaats         | Bevolking (2011) | Islam (%)      | Katholiek (%) | Orthodox (%) | Bektashisme (%) |
| -------------- | ---------------- | -------------- | ------------- | ------------ | --------------- |
| Memaliaj Fshat | 1.606            | 1.171 (72,91%) | 1 (0,06%)     | 8 (0,50%)    | 36 (2,24%)      |

## Nederzettingen
De voormalige gemeente bestond uit de dorpen Memaliaj Fshat, Vasjar, Cerrilë, Mirinë, Damës, Kallëmb, Kashisht en Bylysh.